# Baynesberge
Die Baynesberge (englisch Baynes Mountains) sind ein Gebirge in Nordnamibia an der Grenze nach Angola. Die höchste Erhebung ist 2039 m.

## Wasserkraftwerk
In den Baynesbergen ist seit 2006 der Bau eines gemeinsamen angolanisch-namibischen Kraftwerks mit Stausee am Kunene geplant. Der Baubeginn war ursprünglich für 2016 geplant, und sollte dann 2021 beginnen und bis 2025 abgeschlossen werden. Mitte 2024 intensivierten Angola und Namibia ihre Zusammenarbeit zum Bau des Kraftwerkes erneut, da bis dahin das Bauvorhaben nicht stattgefunden hat. Geplant ist nun eine Kraftwerkskapazität von 878 Megawatt, gegenüber die Ursprungsplanung von ca. 600 MW. Im November 2024 gab die namibische Regierung grünes Licht zur Realisierung des Projektes.